# The Twilight Saga: New Moon
The Twilight Saga: New Moon is een Amerikaanse film uit 2009 onder regie van Chris Weitz. De film is gebaseerd op het gelijknamige boek van Stephenie Meyer. New Moon is een vervolg op de film Twilight.

## Verhaal
Bella wordt achttien jaar oud. Ze is hier niet blij mee, omdat ze nu fysiek een jaar ouder is dan Edward. Alice, de zus van Edward, besluit een feest te geven naar aanleiding van Bella's verjaardag. Als Bella echter het cadeautje van Carlisle en Esme opent, snijdt ze haar vinger aan het papier. Jasper, de vampier van de familie die het meeste moeite heeft met het negeren van mensenbloed, valt Bella aan, maar Edward houdt hem tegen. Door deze gebeurtenis besluit Edward dat het beter is om Bella te verlaten, zodat Bella een gewoon leven kan leiden.
Bella is zwaar depressief door het vertrek van Edward en komt erachter dat als ze roekeloze dingen doet, ze Edward kan zien. Ze besluit twee oude motors op te halen bij de vuilnisbelt en gaat ermee naar Jacob Black, een vriend van de familie. Jacob en Bella brengen veel tijd door samen, terwijl Jacob de motors opknapt. Jacob doet haar weer een beetje opleven, Bella lacht weer, maar ook Jacob kan de nachtmerries niet weghalen. Jacob probeert Bella voor zich te winnen, maar Bella zegt hem dat zij hem niet op die manier ziet. Daarna laat ook Jacob niks meer van zich weten. Bella gaat eropuit en bezoekt het weiland waar zij tijd spendeerde met Edward. Hier komt zij Laurent tegen. Laurent staat net op het punt om Bella te vermoorden, als er opeens een roedel grote wolven uit de bosjes komt geslopen. Bella gaat snel naar huis.
Bella probeert uit te zoeken wat er aan de hand is met Jacob en brengt hem een bezoekje. Jacob heeft zijn haar geknipt en heeft opeens een tatoeage. Bella vraagt wat er met hem is gebeurd. Jacob vertelt dat als ze iemand de schuld wil geven, dat ze die aan die de Cullens moet geven. Bella vertelt hem dat ze geen idee heeft waar hij het over heeft. Jacob zegt dat ze geen vrienden meer kunnen zijn en dat dit aan hem ligt. Na enige tijd bezoekt Jacob Bella stiekem en vraagt aan haar of zij het nog herinnert dat ze over het strand liepen in La Push en hij een oude legende vertelde. Bella droomt over de oude legende en komt erachter dat Jacob een wolf is. Jacob vertelt haar dat ze Laurent, de vampier van het weiland, hebben vermoord nadat Bella wegging en dat Victoria nog steeds elke nacht terugkomt naar Forks, maar dat ze niet weten wat zij zoekt en dat ze elke keer als ze haar bijna te pakken hebben, weer wegglipt. Bella vertelt dat ze haar zoekt en Jacob besluit samen met de rest van de wolven Bella te beschermen.
Jacob spendeert veel tijd aan het jagen naar Victoria. Bella besluit om te gaan klifduiken, zodat ze Edward weer zal zien. Alice, die in de toekomst kan kijken, ziet dit gebeuren en denkt dat Bella zelfmoord pleegt. Alice gaat terug naar Forks om te kijken hoe het zit. Bella verdrinkt bijna maar wordt gered door Jacob. Als Bella thuis wordt gebracht door Jacob, ziet ze dat Alice er is en is ze blij om haar weer te zien; ze heeft nu in ieder geval bewijs dat Edward echt bestond. Jacob zegt haar dat ze haar niet kan beschermen binnen omdat het, als de Cullens terug zijn, niet meer hun territorium is. Alice vraagt zich af waarom ze niet zag dat ze uit het water werd getrokken. Alice vraagt haar waar de vieze natte hondenlucht vandaan komt en Bella vertelt haar dat ze met Jacob, een wolf, omgaat. Alice komt tot ontdekking dat ze geen wolven (lees: mensen die hierin kunnen veranderen) kan zien in haar visioenen. Wanneer Jacob binnenkomt ontstaat er een conflict tussen Alice en Jacob. Alice geeft Bella en Jacob even tijd om te praten. Terwijl Alice naar buiten gaat, gaat de telefoon. Jacob neemt op en de persoon die belt vraagt of Charlie thuis is, en Jacob antwoordt dat Charlie een begrafenis aan het regelen is. Hierdoor denkt Edward dat het om de begrafenis van Bella gaat, terwijl dat niet zo is. Jacob wist dat het Edward was die belde maar zegt dat niet tegen Bella. Even later is Alice terug om te zeggen dat ze zag dat Edward nu naar Italië gaat om zich te laten vermoorden door de Volturi.
Bella en Alice vertrekken naar Volterra. Maar als ze aankomen heeft Bella nog maar vijf minuten om naar de kloktoren te rennen en Edward te redden. Ze haalt het net op tijd maar toch wil de Volturi Edward, Bella en Alice nog eens spreken. Tijdens dat gesprek eisen de Volturi dat Edward Bella verandert in een vampier, anders zullen zij haar vermoorden; ze vinden dat een mens niet van het bestaan van vampieren mag weten (ze is een zwakke schakel) en als Edward hiertegen protesteert, wordt hij bijna vermoord. Alice (door te zeggen dat ze al gezien heeft dat Bella een vampier wordt) en Bella (door te zeggen dat ze zou willen sterven in plaats van Edward) kunnen dit nog voorkomen.
Bella, Edward en Alice keren terug naar huis en Bella laat de hele Cullen familie stemmen over haar onsterfelijkheid. Iedereen, behalve Rosalie en Edward, stemt toe. Wanneer Bella aan Edward vraagt of hij het wil doen, zegt hij dat hij dat wil doen als ze met hem wil trouwen. Bella weet niet wat ze wil omdat ze niet veel waarde hecht aan het huwelijk. Dat komt omdat haar ouders ook zijn gescheiden. Aan de andere kant wil ze wel met Edward trouwen omdat hij anders geen vampier van haar wil maken, en ze dus zal doodgaan.

## Personages en rolverdeling
- Isabella "Bella" Swan (gespeeld door Kristen Stewart) wordt aan het begin van de film 18 jaar. Ze is hier niet blij mee want dat maakt haar fysiek gezien één jaar ouder dan Edward.
- Edward Cullen (gespeeld door Robert Pattinson). Edward is nog altijd verliefd op Bella, maar als ze aangevallen wordt door zijn broer Jasper, vindt hij dat het te gevaarlijk wordt voor haar, en besluit bij haar weg te gaan.
- Jacob Black (gespeeld door Taylor Lautner) helpt Bella er weer bovenop te komen nadat Edward is vertrokken. Hij is ook verliefd op haar maar moet haar echter in de steek laten als hij een weerwolf blijkt te zijn.
- Alice Cullen (gespeeld door Ashley Greene) krijgt een visioen van Bella die van een klif springt, maar ziet niet dat Jacob haar redt omdat hij een weerwolf is.
- Jasper Hale (gespeeld door Jackson Rathbone) valt Bella bijna aan als ze haar vinger snijdt aan cadeau papier en hij de geur van haar bloed niet kan weerstaan.
- Rosalie Hale (gespeeld door Nikki Reed). Vertelt het visioen van Alice aan Edward. Ze stemt 'nee' als Bella vraagt of ze een vampier mag worden.
- Emmett Cullen (gespeeld door Kellan Lutz) is de gespierde vriend van Rosalie.
- Laurent (gespeeld door Edi Gathegi) is in opdracht van Victoria op zoek gegaan naar Bella, hij vindt haar maar wordt vermoord door de wolvenroedel van Jacob.
- Victoria (gespeeld door Rachelle Lefevre)
- Jessica Stanley (gespeeld door Anna Kendrick), Bella's schoolvriendin
- Angela Weber (gespeeld door Christian Serratos), een van Bella's beste vriendinnen.
- Aro (gespeeld door Michael Sheen), Volturileider
- Caius (gespeeld door Jamie Campbell Bower), Volturileider
- Marcus (gespeeld door Christopher Heyerdahl), Volturileider
- Alec (gespeeld door Cameron Bright), Volturi
- Jane (gespeeld door Dakota Fanning), Volturi

## Filmmuziek
1. "Meet Me On The Equinox" (Death Cab For Cutie) - 3:44
2. "Friends" (Band of Skulls) - 3:12
3. "Hearing Damage" (Thom Yorke) - 5:05
4. "Possibility" (Lykke Li) - 4:47
5. "A White Demon Love Song" (The Killers) - 3:34
6. "Satellite Heart" (Anya Marina) - 3:35
7. "I Belong To You (New Moon)" (Muse) - 3:12
8. "Roslyn" (Bon Iver & St. Vincent) - 4:45
9. "Done All Wrong" (Black Rebel Motorcycle Club) - 2:50
10. "Monsters" (Hurricane Bells)- 03:15
11. "The Violet Hour" (Sea Wolf) - 3:31
12. "Shooting The Moon" (OK Go) - 3:18
13. "Slow Life" (Grizzly Bear) - 4:25
14. "No Sound But The Wind" (Editors) - 3:47
15. "New Moon (The Meadow)" (Alexandre Desplat) - 3:47